# اندرس گومز
 اندرس گومز (انگلیسی: Andrés Gómez؛ زاده ۲۷ فوریهٔ ۱۹۶۰ ‏(۶۵ سال)) یک تنیس‌باز اهل اکوادور است.